# Travis Barrett
Pour les articles homonymes, voir Barrett.
Travis Barrett (né le 23 septembre 1999 à Evendale) est un coureur cycliste sud-africain.

## Biographie
En 2021, il est champion d'Afrique sur route espoirs au Caire et vice-champion d'Afrique du Sud sur route espoirs.

## Palmarès
- 2019
  - 3e étape du Mpumalanga Tour
  - 3e étape du Tour de Bonne-Espérance (contre-la-montre par équipes)
- 2020
  - Berge en Dale Classic
  - 1re étape du Tour de Bonne-Espérance
  - Cape Town Cycle Tour
- 2021
  -  Champion d'Afrique sur route espoirs
  - 2e du championnat d'Afrique du Sud sur route espoirs
- 2022
  - 3e et 4e étapes du Tour de Windhoek
  - Berge & Dale
  - 3e du Tour de Windhoek

## Classements mondiaux
| Année           | 2020 | 2021 |
| --------------- | ---- | ---- |
| UCI Africa Tour | 43e  | 21e  |